# Kostümpatinierung
Kostümpatinierung ist der Oberbegriff für Techniken, die dazu dienen, Kostüm-Materialien gealtert und gebraucht aussehen zu lassen. Ein Kostüm soll durch die Bearbeitung authentisch und überzeugend wirken.

## Verfahren und Techniken
Kostümpatinierungen reichen von der Erzeugung leichter Gebrauchsspuren bis hin zu weitreichenden Stoffveränderungen zur Simulation von Verbrennung, Vereisung, Schnee, Verwesung und Schmauchspuren durch Schussverletzungen oder Explosionen.
Zu den Tätigkeiten im Patinierbetrieb gehört das professionelle Färben von Textilien.
Auch Metalle werden im Kostümbereich gealtert oder mattiert, z. B. Schmuck, Rüstungen, Knöpfe und Schnallen.
Die Patinierung sollte reproduzierbar sein, d. h. wenn ein Kostüm gereinigt wird, muss der zuvor erzeugte Zustand für die jeweilige Filmszene oder die Theateraufführung wiederhergestellt werden können.
Die Techniken der Bearbeitung von Film- und Theaterkostümen unterscheiden sich, da im Theater eine Wirkung auf große Entfernung gewünscht ist, beim Film hingegen zeigt die Kamera häufig Details in Großaufnahme.
Seit die Einführung der HD-Filmtechnik muss im Fernsehbereich genauer patiniert werden.
Wenn Kostüme nur für ein einzelnes Theaterstück oder einen Film hergestellt oder gekauft werden, können sie dauerhaft patiniert werden. Die Patinierung bleibt dann auch nach der Reinigung bestehen.
Bei unterschiedlichen Alterungs- oder Schmutzstufen für ein Kostüm wird dieses mehrfach hergestellt und in Schmutz- oder Zerfallsstadien patiniert.
Für Filmproduktionen werden die Kostüme oft aus Kostüm-Fundi ausgeliehen. Falls die Kostüme unversehrt wieder zurückgeliefert werden müssen, kann der Patinierer nur Produkte verwenden, die sich nach Drehschluss wieder herauswaschen oder chemisch entfernen lassen.
Temporäre Patinierungen erfolgen mit speziell dafür hergestellten (pigmentierten) Fetten, Wachsen, Ölen und Pudern.

## Beruf und Ausbildung
Kostümpatinierer ist die Berufsbezeichnung im Film- und Fernsehbereich und Kostümmaler bzw. Kostümfärber im Theater.
Kostümpatinierung wird an Film-Schulen mit dem Schwerpunkt „Kostümbild bei Film und Fernsehen“, Internationale Filmschule Köln und ISFF Berlin unterrichtet.